# KInfocenter

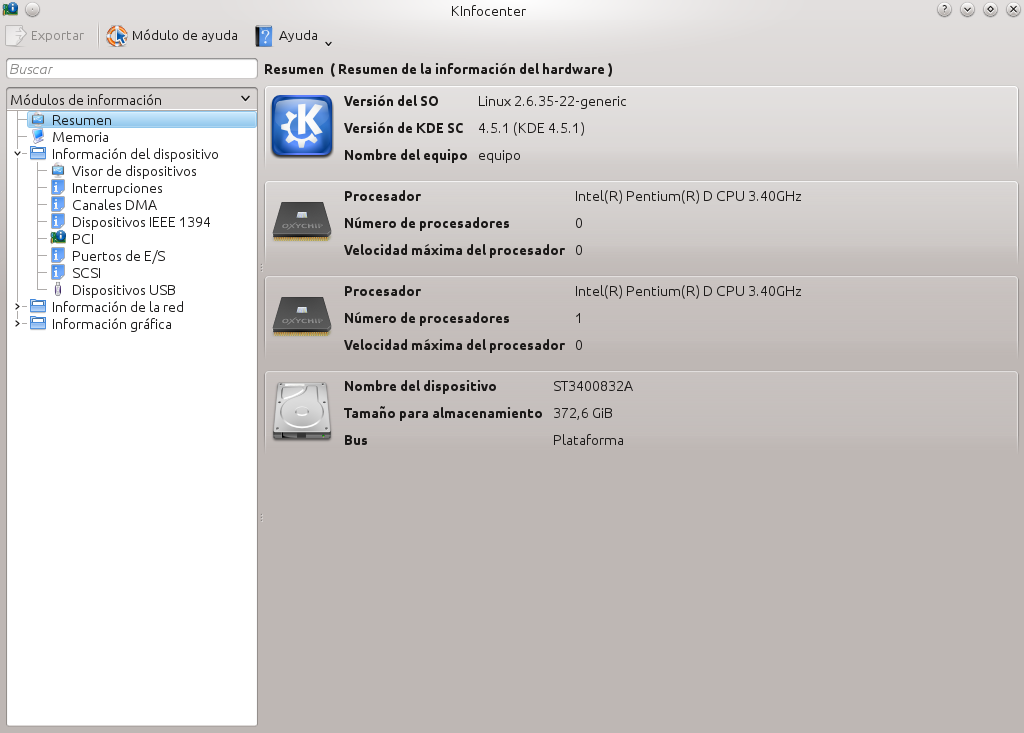
KInfoCenter en KDE 4.5.

KInfoCenter es una aplicación del entorno de escritorio KDE, que muestra información relativa al sistema.
Existe desde KDE 3.1 y en se encuentra integrado en el centro de control y sus datos varían según la distribución linux que se está utilizando. Entre los datos mostrados por KInfoCenter se hallan:
- DMA
- Puertos entrada/salida
- Memoria RAM
- Conexión a Internet
- OpenGL
- Datos del disco duro y particiones
- PCI
- PCMCIA
- Tipo de procesador
- Samba (si está instalado)
- SCSI
- Dsipositivos USB
- X Window System